# Чаха
Чаха (исп. Laguna Chaxa) — озеро в Чили, расположено в провинции Эль-Лоа области Антофагаста. Площадь озера — 0,37 км².
Озеро находится в восточной части солончака Атакама на высоте 2298,8 метра над уровне моря. Максимальная глубина не превышает 0,7 метра. Озеро имеет чётко выраженную береговую линию, образованную массивами соляных отложений высотой 30-40 сантиметров, их цвет варьируется от белого до светло-коричневого. Солёность воды — 180 ‰, водородный показатель — 7,95.
Через озеро протекает водоток Бурро-Муэрто, начинающийся в солончаке и впадающий в озеро Баррос-Негрос. По нему в Чаху попадает за секунду 225 литров воды в августе и 90 в ноябре, покидает 217 и 75 соответственно.

## Флора и фауна окрестностей
В водах Чахи обитает 3 вида зообентоса и 11 видов фитопланктона. Растительность вблизи озера представлена следующими видами: Distichlis spicata, Pluchea absinthioides, Atriplex atacamensis, Juncus balticus, Ephedra breana. Из животных отмечено обитание ящерицы-лиолемуса Liolaemus fabiani, трёх видов фламинго (чилийского, андского и Джемса), бэрдова песочника и трёхцветного плавунчика.

## Заповедная зона
Озеро и его окрестности входят в состав национального парка фламинго (исп. Reserva Nacional Los Flamencos).